# Ga Xao Gung
Ga Xao Gung (Ga Kho Gung) är en vietnamesisk maträtt, ursprungligen från södra Vietnam. Den innehåller kyckling och ingefära, och serveras tillsammans med ris och grönsaker.